# Mellan dröm och verklighet (Lill Lindfors-album)
Mellan dröm och verklighet är ett musikalbum av Lill Lindfors som hon gjorde tillsammans med Bengt Hallberg. Skivan spelades in 1969–70, och släpptes i augusti 1970 på skivbolaget Polydor. Mestadelen av skivan består av tolkningar av utländska melodier, men med svensk text. Albumet innehåller dock även svenska originalkompositioner och även musik av Lindfors själv. Skivan sålde bra både i Sverige och Norge och Lill Lindfors belönades med en Grammis för bästa kvinnliga sångerska 1970.

## Låtlista
1. "Åh, så intensiv" - 3:23
2. "...Sen kommer trollen fram" - 3:00
3. "Grimasch om morgonen" - 3:37
4. "Mellan dröm och verklighet" - 4:05
5. "Sune" - 4:10
6. "E' de' så de' e' " - 4:50
7. "Väntat haver jag" - 3:38
8. "Till gammeldansens vänner" - 2:06
9. "Nocturne" - 3:24
10. "Jag är kvinna" - 2:14
11. "Farväl tristess" - 1:58
12. "Jag är tillbaks" - 1:53

## Listplaceringar
- Kvällstoppen, Sverige: #12[1]
- VG-lista, Norge: #4[2]